# Bendoarum
Bendoarum is een bestuurslaag in het regentschap Bondowoso van de provincie Oost-Java, Indonesië. Bendoarum telt 3919 inwoners (volkstelling 2010).